# Mangole
Mangole ist eine Insel der Sula-Gruppe innerhalb der Molukken.

## Geographie
Mangole liegt östlich von Taliabu, von dem es durch die Straße von Capalulu getrennt wird; südlich der Insel liegt jenseits der Straße von Mangole liegt Sanana. Die Küstenlinie Mangoles ist etwa 295 km lang, die Fläche der Insel beträgt 1.228,5 km². Hauptort der Insel ist Auphonia im Südwesten. Mangole ist gebirgig und zu großen Teilen bewaldet.

## Geschichte
Wie auch die anderen Sula-Inseln gehörte Mangole zunächst zum Sultanat von Ternate. Die Niederlande machten es ab 1683 zu ihrer Kolonie, die es bis 1949 blieb. Anschließend wurde es in die Provinz Maluku eingegliedert, nach deren Aufteilung 1999 kam es zur neu geschaffenen Provinz Maluku Utara.

## Bevölkerung
Mangole hat ca. 38.000 Einwohner, die mehrheitlich der malayo-polynesischen Bevölkerungsgruppe angehören. Ursprünglich stammen die Bewohner Mangoles wohl aus dem östlichen Sulawesi, von wo sie die Buru, Seram und die Sula-Inseln besiedelten. Der Großteil der Einwohner bekennt sich zu ethnischen Religionen, in letzter Zeit nimmt jedoch der Anteil bekennender Muslime stetig zu.
Amtssprache ist Indonesisch, Lokalsprache Taliabu.

## Wirtschaft
Bedeutung hat auf Mangole vor allem die Holzindustrie. Daneben werden hauptsächlich Mais, Reis und Sagopalmen angebaut; an der Küste leben viele Menschen vom Fischfang.